# Площадь Гердера
Площадь Ге́рдера (латыш. Herdera laukums) — площадь в Риге. Расположена в историческом районе Старый город, между улицей Паласта, Домской площадью и комплексом Домского собора.

## История
Впервые появилась на плане Риги в 1650 году. До 1864 года на площади находились малые городские весы, поэтому площадь называлась Малая Весовая (Маза Свару). В конце XIX века площадь была расширена до современных размеров за счёт сноса городской застройки с западной стороны Домского собора.
В 1864 году, в ознаменование 100-летия со дня прибытия в Ригу ставшего впоследствии известным литератором и деятелем культуры Иоганна Готфрида Гердера (1744—1803), на площади была установлена копия веймарского памятника Гердеру (скульптор Л. Шаллер) — первый памятник деятелю культуры в истории города, а сама площадь получила современное название.
В начале Первой мировой войны памятник был демонтирован и увезён в тыл, потом вернулся на своё место, однако был уничтожен после установления советской власти. В 1954 г. на его месте установлен новый бюст Гердера, выполненный в традициях социалистического реализма.
На площади расположены подсобные помещения и фондохранилище Музея истории Риги и мореходства.